# Влада Косте Протића
Влада Косте Протића је била на власти један дан од 6. до 7. марта 1889. године.

## Историја
Ова влада је формирана једног дана и тог дана је њој краљ Милан поднео оставку - абдицирао, онда је влада формирала Намесништво коме је већ сутрадан поднела оставку.
Силазећи са престола, краљ Милан је, по Уставу, одредио три намесника (Јован Ристић, Коста Протић и Јован Белимарковић), који су имали владати до пунолетства краља Александра.

## Чланови владе
| Функција                                        | Слика | Име и презиме       | Детаљи    |
| ----------------------------------------------- | ----- | ------------------- | --------- |
| Председник министарског савета и министар војни |       | Коста Протић        |           |
| Министар иностраних дела                        |       | Чедомиљ Мијатовић   |           |
| Министар унутрашњих дела                        |       | Јован Бели-Марковић |           |
| Министар правде                                 |       | Ђорђе Пантелић      |           |
| Министар финансија                              |       | Чедомиљ Мијатовић   | заступник |
| Министар просвете и црквених дела               |       | Владан Ђорђевић     |           |
| Министар грађевина                              |       | Михаило Богићевић   |           |
| Министар народне привреде                       |       | Владан Ђорђевић     | заступник |